# Association Football Club Telford United
El Association Football Club Telford United es un club de fútbol inglés de la ciudad de Telford. En la temporada 2014-2015, jugará en la Conference North, la sexta división en el sistema de ligas de fútbol de Inglaterra, al haber descendido de la Conference National en la temporada 2014-15. Telford es una de las ciudades de Inglaterra más grandes sin tener un equipo participando en la Football League, que abarca las cuatro primeras divisiones profesionales del fútbol inglés.

## Historia
El club, es fundado el 24 de mayo del 2004 por seguidores del Telford United, club histórico desaparecido y miembro fundador de la Alliance Premier League (actualmente llamada Football Conference). El histórico club, fundado en 1872 con el nombre de Parish Church Institute, desapareció después de 132 años arrastrado por el colapso de las empresas de su entonces presidente, Andrew John Shaw.
Los aficionados lograron reunir £50,000 en 2 meses, pero fue un esfuerzo inútil, ya que los intereses acumulados de las deudas ya superaban los £4 millones de libras, por lo que el equipo fue finalmente liquidado el 27 de mayo de 2004. El mismo día en que fue anunciada la liquidación, la sociedad Telford United Supporters Ltd, formada por los seguidores del Telford United, fundó el AFC Telford United, que además, iba a participar en la Northern Premier League, la Division One de la Football Association.

## Estadio

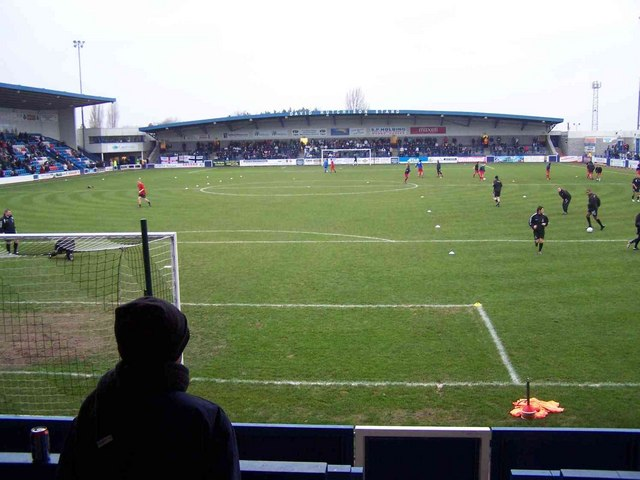
El New Bucks Head Stadium

El AFC Telford United juega en el New Bucks Head Stadium, estadio que comenzó a construirse en el año 2000, reemplazando el viejo y obsoleto Bucks Head Ground, que fue la sede, durante más de 100 años, del Wellington Town y más tarde del Telford United. Se construyó con la idea de acoger 6,300 espectadores, terminándose en el año 2003. Ocupa el puesto 111 en el ranking de los estadios con mayor capacidad de espectadores de Inglaterra. Su capacidad oficial, quedó limitada a 5,400 espectadores, luego de que en una final de la Northern Premier League contra el Burscough, no soportó la cantidad de espectadores que acudieron al estadio. El AFC Telford mantiene uno de los promedio más altos de asistencia con respecto a clubes de su categoría. El promedio de asistencia en la temporada 2010–11, fue de 1,946 espectadores por partido.

## Palmarés

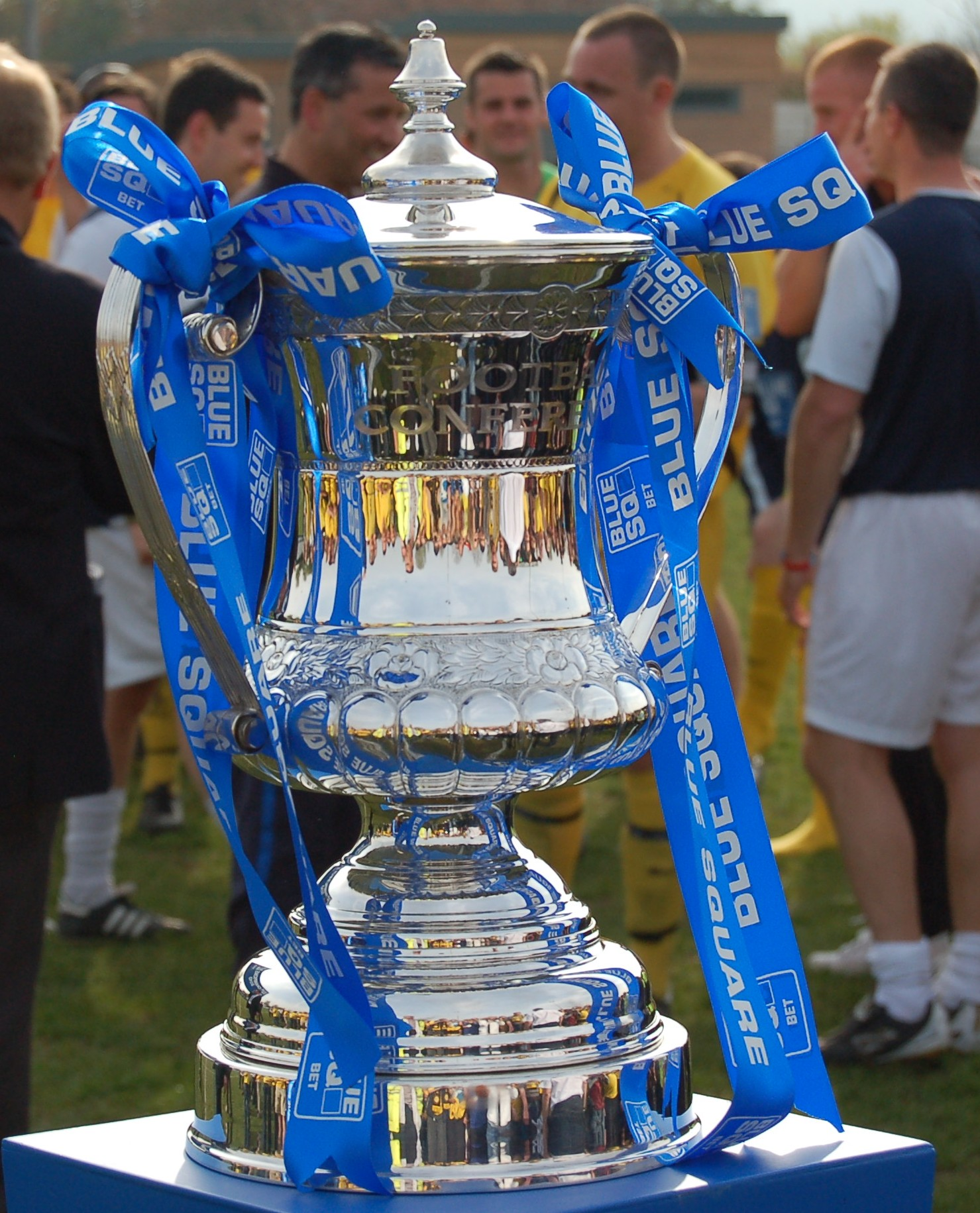
Torfeo de la Conference North.

- Northern Premier League Division 1: 0
  - Ganadores de Play-off: 1

2004–05
- Northern Premier League Premier Division: 0
  - Ganadores de Play-off: 1

2006–07
- Conference North: 1

2013-14
- - Ganadores de Play-off: 1

2010–11
- Setanta Shield: 1

2008–09
- Shropshire Senior Cup: 1

2008–09
- Supporters Direct Cup: 1

2010–11